# Jitka Štenclová
Jitka Štenclová (* 10. prosince 1952 Opava) je česká akademická malířka a textilní výtvarnice, členka Umělecké besedy. Žije a pracuje v Praze.

## Život
Vystudovala Střední umělecko-průmyslovou školu v Praze (SUPŠ) 1968–1972 (malbu u Aloise Vitíka) a Vysokou školu uměleckoprůmyslovou v Praze, 1972–1977 (textil u Bohuslava Felcmana).
Její tvorba byla představena na mnoha samostatných i kolektivních výstavách v Česku (např. Mánes 2009) i v zahraničí (Londýn 1972, Annecy 1978, Brusel 1985, Göteborg 1989, Audabiac 2004, Hamburk 2009, 2010 aj.).
Je zastoupena mezi jinými v Národní galerii Praha, v Powerhouse v australském Sydney i v královských sbírkách  belgického Musées Royaux d'Art et d'Histoire v Bruselu.
V roce 1982 získala II. cenu na III. Quadrienále uměleckých řemesel v Erfurtu a v roce 2005 byla vyznamenána Cenou Paprsky humanity za významný přínos k projektu „Uměním ke svobodě“ zaměřeném na děti z dětských domovů. Je pravidelnou přispěvatelkou humanitárních aukcí (Konto bariéry aj.).
Je manželkou emeritního děkana 3. LF UK a ředitele NUDZ, profesora psychiatrie Cyrila Höschla, a matkou čtyř dětí. 